# Bondo
Bondo je bývalá samostatná obec ve švýcarském kantonu Graubünden. Žije zde asi 200 obyvatel.
Do konce roku 2009 bylo Bondo samostatnou politickou obcí v bývalém kraji Bregaglia v okrese Maloja. Dne 1. ledna 2010 se obce v údolí Val Bregaglia (tj. Bondo, Castasegna, Soglio, Stampa a Vicosoprano) sloučily a vytvořily novou obec Bregaglia.

## Geografie
Bondo se nachází v dolní části údolí Val Bregaglia při vstupu do údolí Val Bondasca. Staré centrum obce leží jižně od řeky Mera na suťovém kuželu řeky Bondasca. K obci patřily také vesnice Promontogno a Castelmur a statky Casnac a Bondea jižně od obce v údolí řeky Bondasca. Z celkové rozlohy přes 28 km² připadá 1671 ha na neproduktivní půdu (převážně horskou), 1061 ha na lesy a lesní porosty, pouze 70 ha na zemědělskou půdu a 17 ha na zastavěnou oblast.

## Historie

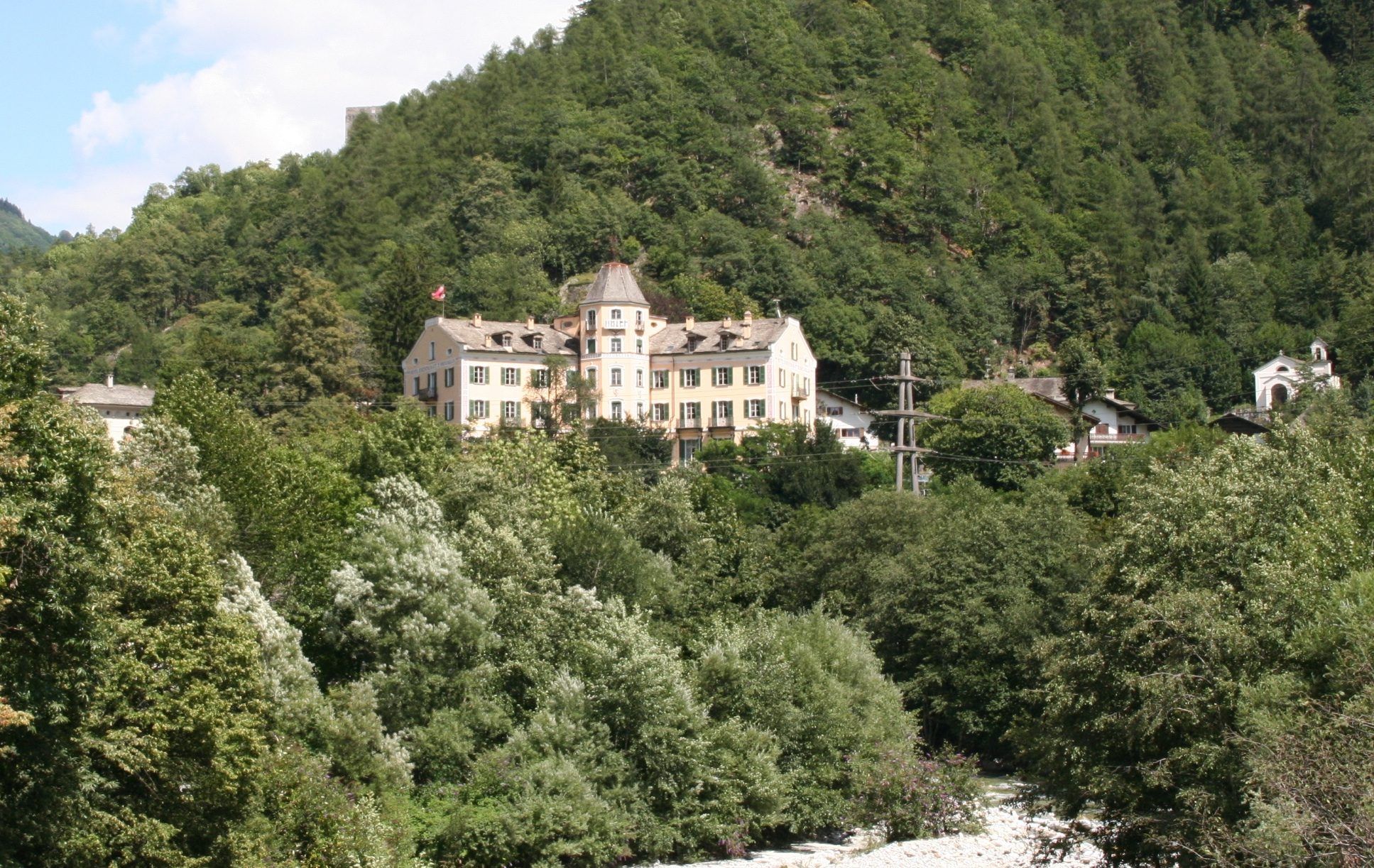
Promontogno

První zmínka o obci pochází z roku 1380. V karolinské době patřilo Bondo k churskému ministeriu Bergallia a od roku 960 k churské diecézi. Ve vrcholném středověku bylo Bondo čtvrtí zvanou di là dell'acqua („na druhé straně vody“) v soudní farnosti Unterporta, od roku 1367 součástí Gotteshausbundu. Raně středověký údolní kostel Nossa Donna Castelmur je poprvé zmiňován v roce 988, zatímco románský vesnický kostel San Martino v samotném Bondu byl vysvěcen v roce 1250.
Reformaci zavedl 15. srpna 1549 náboženský uprchlík Guido Zonca z Verony a do roku 1552 se Bondo definitivně obrátilo k reformaci. V letech 1571 až 1580 zde působil jako protestantský pastor Giovanni Beccaria, uznávaný reformátor z Locarna.
V roce 1556 koupil Bondo od Ob- a Unter-Porta veškeré zboží kostela Santa Maria v Castelmuru. V roce 1593 byla rozsudkem soudu Ob-Fontana-Merla stanovena hranice mezi Berninou a Poschiavem. V roce 1630, po vyplenění Serbelloni, dalo Bondo pozemky na Bernině do zástavy rytíři Baptistovi von Salis-Soglio, ale v roce 1645 zástavu zrušil. Hrabě Girolamo von Salis-Soglio si v letech 1767-1773 postavil na dolním konci obce honosný palác, oženil se s lady Mary Fane z rodu hrabat z Westmorlandu a v letech 1743-1750 působil jako britský vyslanec u Tří lig. Palác stále patří anglickým hrabatům de Salis-Soglio, stejně jako dům Casa Battista, postavený v roce 1630 v protějším Sogliu (nyní hotel Palazzo Salis).

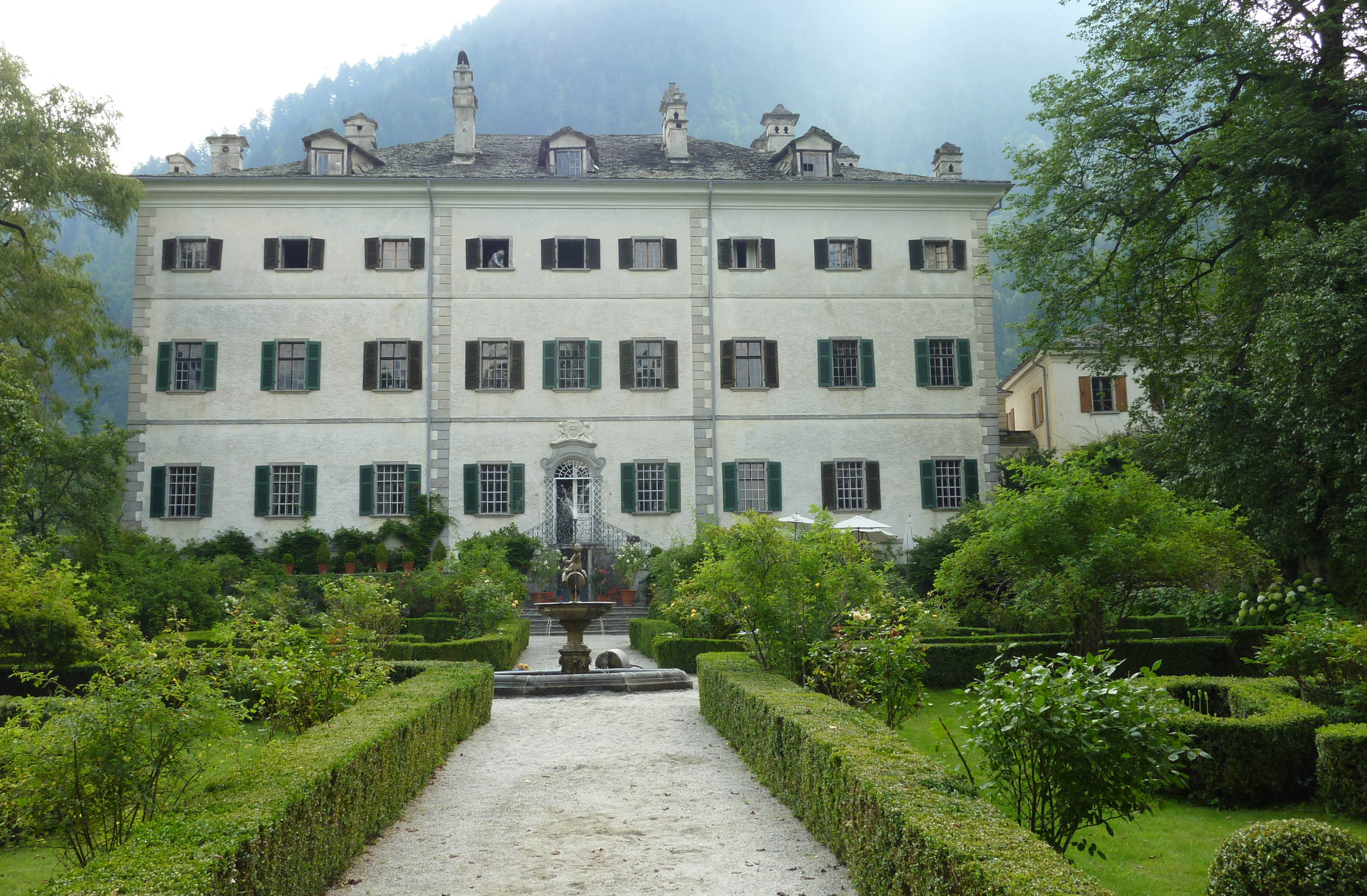
Palazzo Salis

Během nepokojů v Graubündenu v roce 1621 bylo Bondo vypáleno Španěly a 248 domů bylo zničeno. Poté bylo znovu vybudováno jako shluková osada. Nejvýznamnějšími světskými budovami jsou Palazzo Scartazzini z roku 1690, Palazzo Scartazzini, dříve Cortini, na náměstí z roku 1763 a Palazzo Salis z let 1765 až 1774. Mezi Bondem a Promontognem se nachází několik typických kamenných staveb, zvaných crotti.
Od konce 19. století zde existuje skromný letní turistický ruch. Většina zpracovaného dřeva se vyváží do Itálie. Struktura zaměstnanosti se od roku 1960 téměř nezměnila: v roce 1990 tvořil průmysl 48 % a služby 44 % pracovních míst v Bondu.

## Obyvatelstvo
| Rok            | 1803 | 1850 | 1900 | 1950 | 1960 | 1980 | 1990 | 2000 | 2005 | 2008 |
| Počet obyvatel | 235  | 230  | 304  | 239  | 254  | 184  | 161  | 181  | 203  | 204  |

V Bondu se tradičně mluví lombardským dialektem zvaným bargaiot. V roce 1900 uvedlo 92,76 % a v roce 1970 95,65 % obyvatel italštinu jako svůj mateřský jazyk. Významná německy mluvící menšina žije v Bondu teprve od roku 1980. Následující tabulka ukazuje vývoj v posledních desetiletích.
| Jazyky v Bondu |                   |                   |                   |                   |                   |                   |
| Jazyk          | Sčítání lidu 1980 | Sčítání lidu 1980 | Sčítání lidu 1990 | Sčítání lidu 1990 | Sčítání lidu 2000 | Sčítání lidu 2000 |
| Jazyk          | Počet             | Podíl             | Počet             | Podíl             | Počet             | Podíl             |
| Němčina        | 25                | 13,59 %           | 26                | 16,15 %           | 35                | 19,34 %           |
| Rétorománština | 1                 | 0,54 %            | 0                 | 0,00 %            | 3                 | 1,66 %            |
| Italština      | 155               | 84,24 %           | 133               | 82,61 %           | 140               | 77,35 %           |
| Počet obyvatel | 184               | 100 %             | 161               | 100 %             | 181               | 100 %             |

## Hospodářství
Od pozdního středověku se v chovu hospodářských zvířat uplatňuje čtyřstupňový systém využití se stájemi a salašemi. Pozemky v průsmyku Berninapass, získané v roce 1429, zůstaly v majetku obce. Zemědělství, pěstování kaštanů a povoznictví poskytovaly vedlejší zdroj příjmů. Od 16. století se lidé z Bonda stěhovali do Itálie a později do východní Evropy za prací cukrářů nebo žoldnéřů. Ve 20. století se kvůli nedostatku práce řada lidí vystěhovala do severního Graubündenu nebo do zbytku Švýcarska.